# Fontarnau (Vic)
Fontarnau és una masia de Vic (Osona) protegida com a Bé Cultural d'Interès Local.

## Descripció
Edifici civil. Masia d'estructures un xic complexes, ja que, a partir de la primitiva casa coberta a dues vessants, amb el carener perpendicular a la façana, que presenta un bonic portal dovellat, s'hi han anat fent noves construccions i aprofitant els antics corrals com a habitatges. A la part esquerra sobresurt un cos de galeries que, mitjançant un terrat, s'uneix a un cos de construcció recent, aprofitant antics elements. Al davant del portal dovellat s'hi forma una petita lliça unint el mur de la casa dels propietaris i la dels masovers. És construïda bàsicament amb pedra i fusta i arrebossada. Està envoltada de jardins. L'estat de conservació és bo.
Capella de Fontarnau: edifici religiós dedicat a Santa Margarida. És de planta de nau única, coberta a dues vessants i amb un petit campanar d'espadanya a la part de la façana. No té absis. Al mur lateral esquerre sobresurt un cos que pertany a la capella lateral. La façana està orientada a ponent, té el portal adovellat i al damunt un òcul. Està construïda amb lleves de pedra i els elements de ressalt són de pedra picada. L'interior està cobert amb volta de creueria i a la part de l'altar hi ha un retaule dedicat a Santa Margarita. L'estat de conservació és bo.

## Història
L'antic mas registrat als fogatges de 1553 dins la parròquia i terme de Sant Martí de Sentfores. El nom que hi figura és Joan Font Arnau, habitant del mas.
Fou ampliat i reformat vers el segle xviii igual que la capella, que pertany al mateix propietari i que fou reformada al segle xviii malgrat tenir uns orígens romànics.
Les últimes reformes han estat fetes els darrers anys.
La capella és l'antiga església de Santa Cecília del pla de la Carrera, sufragània de l'antiga parròquia de Sant Martí de Sentfores.
Consten notícies des del 1150.
Actualment es conserva poc l'antiga estructura romànica, ja que fou reformada al segle xviii, a costes dels Fontarnau l'any 1799, tal com indica el portal de la sagristia.
La capella es coneix per Santa Margarita de Fontarnau.